# 서남초등학교
서남초등학교는 대한민국 경상남도 양산시에 있는 공립 초등학교이다.

## 학교 연혁
- 1997. 09. 01 서남초등학교 개교(범어초등학교에서 분리)
- 2002. 03. 01 경상남도교육청지정 주5일 수업제 연구학교(2년간)
- 2004. 12. 04 양산교육청 학교평가 최우수학교 선정
- 2006. 03. 01 경상남도교육청지정 주5일수업제 시범학교 운영
- 2007. 09. 14 경상남도교육청 주관 학교평가 최우수학교 선정
- 2010. 12. 20 경상남도교육청 학력향상 우수학교 선정
- 2011. 02. 10 경상남도교육청 학교경영성과평가 2등 수상
- 2011. 03. 01 양산교육지원청지정 교육과정 지역중심학교 운영
- 2012. 03. 01 양산시지정 원예통합시범학교 운영
- 2013. 02. 21 제15회 졸업장 수여식(졸업생 123명, 누계 2,329명)
- 2014. 02. 19 제16회 졸업식(졸업생 105명, 누계 2,434명)
- 2014. 09. 01 제9대 김현미 교장 부임
- 2015. 02. 17 제17회 졸업식(졸업생 101명, 누계 2,535명)
- 2015. 03. 01 교육부지정 통계교육연구학교 운영

## 참고 자료
- 서남초등학교 - 한국교육학술정보원 학교알리미